# Almindelig kohvede
Almindelig kohvede (Melampyrum pratense) er en 10-40 cm høj urt, der i Danmark f.eks. vokser i løvskove på sandbund. Planten er halvsnylter, idet dens rødder ofte trænger ind i andre planters rødder.

## Beskrivelse
Almindelig kohvede er en énårig plante med opret eller opstigende vækst. Stænglerne er glatte og firkantede i tværsnit. Bladene er modsatte, smalt lancetformede og helrandede. Over- og underside er lyst grågrønne. Blomstringen sker i juni-august, hvor man ser de endestillede aks med gule blomster. Akset støttes af grønne støtteblade. Den enkelte blomst består af et firedelt bæger og en gul krone med et hvidligt, sammenvokset kronrør. Læbeblomstens "underlæbe" er orangefarvet på indersiden. Frugterne er kapsler med mange frø.
Rodnettet er trævlet, men det trænger ofte ind i andre planters rødder, sådan at alm. kohvede lever som halvsnylter.
Højde x bredde og årlig tilvækst: 0,25 x 0,15 m (25 x 10 cm/år).

## Voksested
Arten er almindelig over det meste af Europa (og naturaliseret i Nordamerika). Den findes på mager, sandet jord i lyse skove og på overdrev og heder.
I Danmark er den almindelig over det meste af landet.
På gamle strandvolde nær Øer på Hasnæs (Djursland) findes den sammen med bl.a. alm. knopurt, bjergrørhvene, gul snerre, liden klokke, prikbladet perikon, rødkløver og smalbladet timian.
| Portal | Portal:Botanik |